# Resident Evil 7: Biohazard
Resident Evil 7: Biohazard (stiliserat som RESIDENT EVII. biohazard), i Japan känt som Biohazard 7: Resident Evil (stiliserat som BIOHA7.ARD resident evil) (バイオハザード7　レジデント イービル Baiohazādo 7 Rejidento Ībiru?), är ett survival horror-spel utvecklat av Capcom och utgivet till Microsoft Windows, Playstation 4 och Xbox One den 24 januari 2017. Playstation 4-versionen har stöd för Playstation VR. Spelet är den elfte delen i huvudserien inom Resident Evil och den första i serien som spelas från ett förstapersonsperspektiv.
Utvecklingen för spelet påbörjades 2013 och var menad att vara direkt uppföljare till Resident Evil 6, men efter Resident Evil 6 inte lyckades bli så hyllat som väntat (Främst på grund av brist på skräck vilket serien är känd för) så bestämdes det för att börja om helt från början med en ny spelstil och karaktärer. Spelet tillkännagavs den 14 juni 2016 under Sonys presentation på E3 2016. Senare samma dag släpptes en speldemo med titeln Resident Evil 7 Teaser: Beginning Hour till Playstation Store som kan laddas ned och spelas av Playstation Plus-prenumeranter. Capcom klargjorde att den spelbara teasern var tänkt att visa den riktning som utvecklingslaget har tagit och som inte blev en del av det färdiga spelet.

## Handling
I juli 2017 dras Ethan Winters till en övergiven plantage i Dulvey, Louisiana, av ett meddelande från hans fru, Mia, som har antagits död sedan hon försvann 2014. Han försöker befria henne från Baker familjens hus.